# Yellowstonefloden

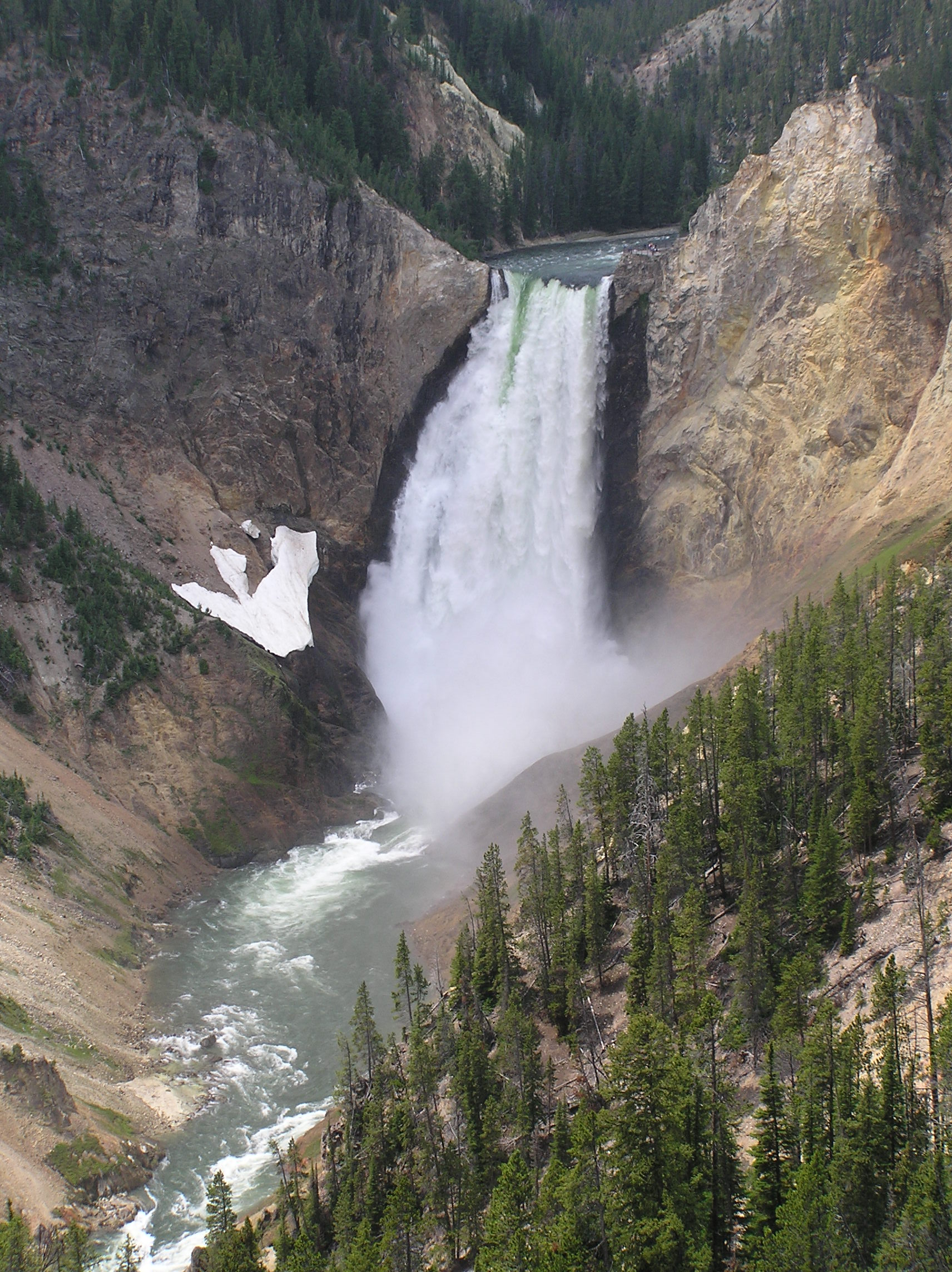
Yellowstonefallen

Yellowstonefloden är en 1114 km lång flod i västra USA. Den är en biflod till Missourifloden. Yellowstonefloden rinner upp i Klippiga bergen nära Yellowstone nationalpark och flyter genom bergen och höglanden i södra Montana och norra Wyoming. Den flyter in i Missourifloden i närheten av Buford, North Dakota. Yellowstone är den längsta oreglerade älven utanför Alaska i USA.
De största bifloderna är Gardner River, Shields River, Lamar River, Boulder River, Stillwater River, Bighorn River, Tongue River och Powder River.
Några av de större orterna vid floden är Billings, Forsyth, Miles City, Glendive och Sidney, alla i Montana.
Yellowstonefallen består av två större vattenfall i Yellowstonefloden. Fallen är belägna i Yellowstone nationalpark.

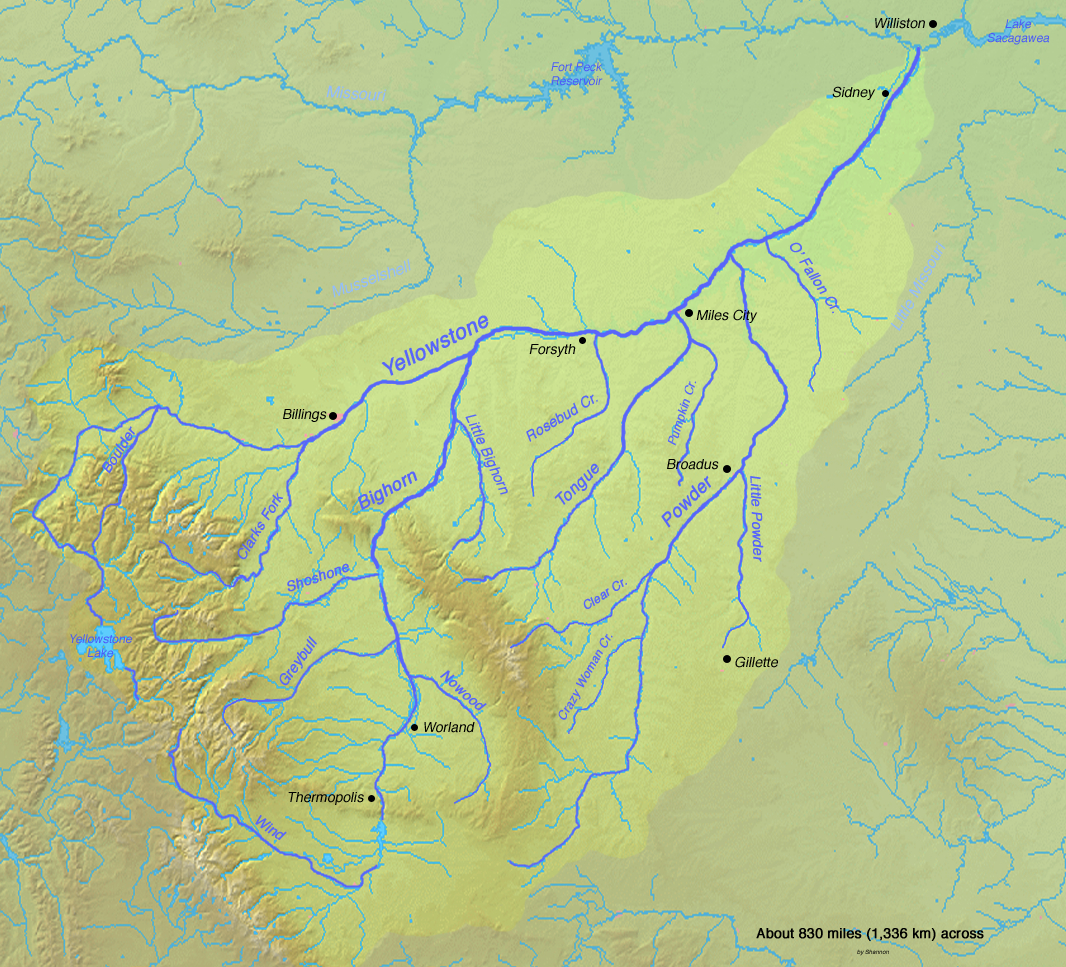
Karta över Yellowstoneflodens avrinningsområde.